# Clathrus chrysomycelinus
Clathrus chrysomycelinus är en svampart som beskrevs av Möller 1895. Clathrus chrysomycelinus ingår i släktet Clathrus och familjen stinksvampar.   Inga underarter finns listade i Catalogue of Life.